# La partida (canción de Fermín María Álvarez)
La Partida es una canción para voz y piano escrita por el compositor aragonés Fermín María Álvarez sobre un texto de Eusebio Blasco. Fue traducida al inglés por Henry G. Chapman y editada por G.Schrimer; también fue traducida al italiano por A. Soffredini y publicada por la Casa Ricordi de Milán.

## Ediciones digitalizadas
Existen cuatro ediciones para canto y piano digitalizadas por la Biblioteca Digital Hispánica. En esta página web también se encuentran: una partitura de arreglo para banda; una partitura bilingüe (castellano e inglés) para canto y piano con traducción de Henry G. Chapman y editado en New York por G. Schrimer; y una "Paráfrasis de concierto" escrita por Anselmo González Valle para piano solo, editada por Dotesio.
A continuación el listado total y detallado de las ediciones para canto y piano disponibles en la Biblioteca digital hispánica:
- Signatura: MP/259/25

1871, Madrid (c/ Preciados, 1), edición de A. Romero. Digitalizada sin carátula, con firma del editor.
- Signatura: MP/3144/1

1884?, Madrid (c/Capellanes, 10), edición de A Romero. Según la carátula forma parte de la colección Recuerdos de España que incluye nueve números, de los cuales La Partida es el primero. De las otras canciones cuatro tienen letra de E. Blasco, tres de Puerta Vizcaíno y una de Selgas. Solo La Partida está digitalizada.
- Signatura: MP/1404/67

1900, Bilbao, Dotésio. Según la carátula, perteneciente a la Colección de canciones por el popular maestro Fermín Ma. Álvarez.
- Signatura: M.GUELBENZU/825

1900?, Madrid, Edición Dotesio. Según la carátula, perteneciente a la Colección de canciones por el popular maestro Fermín Ma. Álvarez.
A pesar de la variedad de ediciones, hay que decir que el texto permanece igual en todas, y que además, todas aparecen dedicadas a Emile Nandin.

## Texto literario
Hay que avisar de antemano que la composición del texto no se corresponde exactamente con su puesta en música. En la sección dedicada al texto musical se analizará la relación que mantienen el texto literario y el musical, así como las modificaciones hechas por la puesta en música.
La versión del texto fue tomada del siguiente enlace y completado con la información de las ediciones antes mencionadas.
[1] Sierras de Granada,
montes de Aragón
campos de mi patria,
para siempre adiós,
[5] para siempre adiós.

De la Patria los últimos ecos
resonando en mi pecho estarán,
y mis ojos llorando pesares
sus dolores, ¡ay!
[10] sus dolores al mundo dirán.

A destierro y ausencia constante,
me condenan tiranos de amor,
unos ojos del alma enemigos,
mensajeros, ¡ay!
[15] mensajeros de un pecho traidor, ah!

Cuando a tus playas vuelva,
suelo adorado,
las aguas del olvido
me habrán curado
[20] y si así no sucede,
¡triste de mí!...
a la patria que dejó
vendré a morir
El texto se compone de cuatro estrofas. Las primeras tres se componen de cinco versos, la última de ocho versos. Esta diferencia, así como otras que veremos más adelante es significativa dado el cambio del tono y del asunto.
La primera estrofa se compone de cinco versos hexasilábicos.
La segunda y la tercera estrofas tienen también cinco versos; en este caso los versos primero, segundo, tercero y quinto son decasilábicos (vv. 6, 7, 8, 10 en la segunda estrofa y 11, 12, 13 y 15 en la tercera), mientras que el cuarto es pentasilábico (vv. 9 en la segunda estrofa y 14 en la tercera).
La última estrofa alterna versos heptasilábicos y pentasilábicos de forma regular.

Además de estos detalles es interesante ver la composición de los acentos. No solamente hay que ver que todos los versos son paroxítonos (si tomamos en cuenta que a las palabras agudas del final del verso se les agrega una sílaba más), sino que hay una alternancia regular entre versos agudos y llanos en las primeras tres estrofas. Esta alternancia se rompe al llegar la última estrofa, cuyos primeros cinco versos son llanos, y los últimos tres vuelven a alternar agudo, llano, agudo.
Podemos interpretar estos cambios en la acentuación como un recurso expresivo, dado el antedicho cambio de tono en la cuarta estrofa. Veremos que a la visión esperanzadora de los primeros cinco versos de la cuarta estrofa (vv. 16-20) se contrapone la melancolía de los últimos tres versos (vv. 21-23), donde se regresa al tema del exilio y la muerte.
Otra cuestión interesante con respecto a la acentuación se da en la primera estrofa, donde los primeros tres versos mantienen un paralelismo tanto sintáctico como de acentuación: al recurso poético de la enumeración se ve apoyado por la letanía de los acentos, que marcan la primera y la penúltima sílaba. Al perderse este paralelismo sintáctico se pierde también el de la acentuación.
También podemos notar que los versos decasilábicos tanto de la segunda como de la tercera estrofas, tienen un esquema de acentuación similar: en las tercera, sexta y novena sílabas. Este esquema recuerda a la acentuación del endecasílabo llamado melancólico, con acento en tercera sexta y décima (penúltima) sílabas.

La cuarta estrofa acelera el ritmo general del poema con su alternancia de metros asimétricos y su acentuación irregular. Este contraste, junto con los mencionados anteriormente, acentúa también el cambio de tono y asunto de la estrofa con respecto al cuerpo del poema. Sin embargo el cambio vuelve a ser abrupto con la irrupción de la exclamación en verso agudo, al retomar el tema de la muerte.

## Texto musical
La pieza está escrita en la tonalidad de sol menor.
La primera estrofa está constituida por dos materiales melódico-temáticos distintos. El primero se aplica a los versos 1, 2 y 3 . Todos estos versos tienen el mismo comienzo melódico, y se modifican solo en las cadencias. El comienzo de la melodía se compone de dos elementos: una escala diatónica ascendente que va desde la fundamental hasta la quinta del acorde de tónica, y de una serie de floreos (dobles bordaduras) que cambian de dirección melódica según cada verso. Es interesante notar que el melisma o floreo de estos versos está puesto siempre en el último acento, que coincide además con el objeto de la nostalgia (Granada, Aragón, La Patria).

Para el primer verso la melodía termina en una cadencia perfecta en la tónica luego de un breve acorde de quinto grado. La melodía del segundo verso termina en una semicadencia sobre el quinto grado, manteniéndose así el floreo sobre la nota re como fundamental del acorde de dominante. Por último en el tercer verso la melodía continúa la dirección ascendente hasta llegar a la nota sol, que se suspende temporalmente con un calderón sobre la armonía de mi bemol mayor, que funciona armónicamente como cuarto grado de si bemol, acorde en el cual se resuelve la línea melódica.
Posiblemente podría atribuirse el orden de tensión (tanto melódica como armónica) en las cadencias al grado de implicación en el sentimiento de nostalgia por los sitios enunciados. Aunque la idea sea discutible, hay que observar que tanto el compositor de la música como el de la letra eran de origen aragonés, argumento para situar a Aragón en un sitio privilegiado, solo inferior a la Patria.
Solamente después del tercer verso aparece el nuevo material temático, que es semejante en los versos 4 y 5. Este material es marcadamente silábico, en contraste con el material anterior, de carácter melismático. El verso 4 conduce de la tónica a la dominante, mientras que el verso 5 resuelve a la tónica en una cadencia perfecta.

Las estrofas segunda y tercera están escritas en la tonalidad de sol mayor. El texto literario de esta estrofa sufre cambios significativos en la puesta en música, ya que al final de los primeros tres versos de cada estrofa repite las últimas seis sílabas. Esto podría ser interpretado no solamente como un recurso formal para asegurar la simetría de las frases, sino como un figuralismo relacionado con el "eco" del primer verso de la segunda estrofa.
El recorrido armónico es igualmente simétrico, manteniéndose en los versos impares decasílabos sobre la armonía de sol mayor, con una pequeña cadencia plagal en el cuarto grado al momento de la repetición de las últimas seis sílabas. En cambio en los versos pares decasílabos, la armonía dirige a la dominante. Esta regularidad se quiebra con el verso pentasílabo (vv. 9 para la segunda estrofa y 14 para la tercera) construido en siete compases sobre una progresión de dominantes secundarias.

La última estrofa es de composición más compleja. Se unen los versos heptasílabos y pentasílabos contiguos con un mismo motivo rítmico, formando así dos grupos armonizados por una serie de dominantes consecutivas. Al llegar a los versos quinto y sexto (vv. 20 y 21) comienza una progresión de dominantes disminuidas, que ilustran la mención de la tristeza y la muerte.
Por último, Álvarez agrega una reexposición casi textual de la primera estrofa.

## Versiones históricas
La Biblioteca Digital Hispánica tiene digitalizadas cuatro grabaciones de esta pieza, realizadas a lo largo de la primera mitad del siglo XX. De ellas, la única que se toca en versión de salón y con todas las indicaciones de las ediciones arriba mencionadas es la de Enrico Caruso.
A continuación presentamos un listado detallado de estas grabaciones:
- Signatura: Ds/22/7

Intérprete: Tito Schipa (1888-1965)
1935
Edición: Barcelona fabricado por la Compañía del Gramófono Odeón
1 disco (8 minutos) 78 rpm
Otros autores:
Serrano, José (1873-1941) Alma de Dios. -Canción española-
Arniches, Carlos (1866-1943)
García Álvarez, Enrique (1873-1931)
Notas: Orquestada. No usa la versión de salón impresa por Dotesio. Con cortes y modificaciones.
- Signatura: [s.s.]

Intérprete: Enrico Caruso (1873-1921)
1929?
Edición: Barcelona fabricado por la Compañía Francesa del Gramophone
1 disco (6 min) 78 rpm
Notas: Voz y piano. Versión de Dotesio con algunas modificaciones.
- Signatura: DS/13974/5

Intérprete: Luis Almodóvar (1888-1961)
1922
Edición: [Weissensee (Alemania)] International Talking Machine Cº m.b.H.
1 disco (6 min) 78 rpm
Otros autores:
Foglietti, Luis (1877-1918)
Notas: Orquestada (distinta a la versión de Schipa). Cortes y modificaciones.
- Signatura: DS/9344/9

Intérprete: Conchita Supervía (1895-1936)
1932
Edición: Barcelona Transoceanic Trading Cº
1 disco (8 min) 78 rpm
Otros autores:
Puche, Pedro (1908-1959)
Zamacois, Joaquín (1894-1976)
Minssart, Paul (director)
Notas: Orquestada (distinta a las versiones de Schipa y Almodóvar). Modificaciones.